# 日本ソフトウェア大賞
日本ソフトウェア大賞（にほんソフトウェアたいしょう）とは、読売新聞社と株式会社アスキーの主催するコンピュータソフトウエアに授与される賞。アスキーが1983年から実施していた「ベストヒットソフトウェア大賞」を解消し、1993年から始まった。
前年度に発売された、家庭用・ビジネス用・教育用の3部門のソフトの中から大賞、部門ごとの最優秀賞、優秀賞を表彰する。また、顕著な功績を残した個人又はグループにはMVPが贈られる。

## 選考方法
販売実績や運営委員による推薦で70作品を選び、読売新聞およびアスキーの「ファミコン通信」の読者投票、審査員による審査を行う。

## 受賞作品

### 1992年度
1993年4月23日に読売新聞社で表彰される。
- 最優秀賞 - ストリートファイターII
- MVP - 宮本茂

### 1993年度
- 大賞  -トルネコの大冒険 不思議のダンジョン
- ゲームソフト部門最優秀賞 - A列車で行こうIV

### 1995年度
- 読売新聞社賞 - EMIT
- エンターテイメントソフト部門優秀賞 - ときめきメモリアル

### 1997年度 (第5回)
- ビジネスソフト部門大賞 - 駅すぱあと
- エンタテインメントソフト部門大賞 - ポケットモンスター
- MVP - 宮本茂